# Llista d'asteroides/153901-154000
| Nom      | Designació provisional | Data de descobriment   | Lloc de descobriment | Descobridor/s              |
| -------- | ---------------------- | ---------------------- | -------------------- | -------------------------- |
| 153901 - | 2001 XB219             | 15 de desembre de 2001 | Socorro              | LINEAR                     |
| 153902 - | 2001 XV221             | 15 de desembre de 2001 | Socorro              | LINEAR                     |
| 153903 - | 2001 XR227             | 15 de desembre de 2001 | Socorro              | LINEAR                     |
| 153904 - | 2001 XV232             | 15 de desembre de 2001 | Socorro              | LINEAR                     |
| 153905 - | 2001 XC234             | 15 de desembre de 2001 | Socorro              | LINEAR                     |
| 153906 - | 2001 XM234             | 15 de desembre de 2001 | Socorro              | LINEAR                     |
| 153907 - | 2001 XK236             | 15 de desembre de 2001 | Socorro              | LINEAR                     |
| 153908 - | 2001 XA237             | 15 de desembre de 2001 | Socorro              | LINEAR                     |
| 153909 - | 2001 XF238             | 15 de desembre de 2001 | Socorro              | LINEAR                     |
| 153910 - | 2001 XO239             | 15 de desembre de 2001 | Socorro              | LINEAR                     |
| 153911 - | 2001 XL241             | 14 de desembre de 2001 | Socorro              | LINEAR                     |
| 153912 - | 2001 XG243             | 14 de desembre de 2001 | Socorro              | LINEAR                     |
| 153913 - | 2001 XO246             | 15 de desembre de 2001 | Socorro              | LINEAR                     |
| 153914 - | 2001 XV248             | 14 de desembre de 2001 | Cima Ekar            | Asiago-DLR Asteroid Survey |
| 153915 - | 2001 XE252             | 14 de desembre de 2001 | Socorro              | LINEAR                     |
| 153916 - | 2001 XA257             | 7 de desembre de 2001  | Socorro              | LINEAR                     |
| 153917 - | 2001 YK9               | 17 de desembre de 2001 | Socorro              | LINEAR                     |
| 153918 - | 2001 YO12              | 17 de desembre de 2001 | Socorro              | LINEAR                     |
| 153919 - | 2001 YU18              | 17 de desembre de 2001 | Socorro              | LINEAR                     |
| 153920 - | 2001 YW20              | 18 de desembre de 2001 | Socorro              | LINEAR                     |
| 153921 - | 2001 YZ22              | 18 de desembre de 2001 | Socorro              | LINEAR                     |
| 153922 - | 2001 YQ26              | 18 de desembre de 2001 | Socorro              | LINEAR                     |
| 153923 - | 2001 YW41              | 18 de desembre de 2001 | Socorro              | LINEAR                     |
| 153924 - | 2001 YF53              | 18 de desembre de 2001 | Socorro              | LINEAR                     |
| 153925 - | 2001 YT54              | 18 de desembre de 2001 | Socorro              | LINEAR                     |
| 153926 - | 2001 YL59              | 18 de desembre de 2001 | Socorro              | LINEAR                     |
| 153927 - | 2001 YT59              | 18 de desembre de 2001 | Socorro              | LINEAR                     |
| 153928 - | 2001 YB61              | 18 de desembre de 2001 | Socorro              | LINEAR                     |
| 153929 - | 2001 YJ63              | 18 de desembre de 2001 | Socorro              | LINEAR                     |
| 153930 - | 2001 YG66              | 18 de desembre de 2001 | Socorro              | LINEAR                     |
| 153931 - | 2001 YA68              | 18 de desembre de 2001 | Socorro              | LINEAR                     |
| 153932 - | 2001 YJ70              | 18 de desembre de 2001 | Socorro              | LINEAR                     |
| 153933 - | 2001 YR71              | 18 de desembre de 2001 | Socorro              | LINEAR                     |
| 153934 - | 2001 YD74              | 18 de desembre de 2001 | Socorro              | LINEAR                     |
| 153935 - | 2001 YC80              | 18 de desembre de 2001 | Socorro              | LINEAR                     |
| 153936 - | 2001 YJ89              | 18 de desembre de 2001 | Socorro              | LINEAR                     |
| 153937 - | 2001 YG97              | 17 de desembre de 2001 | Socorro              | LINEAR                     |
| 153938 - | 2001 YJ105             | 17 de desembre de 2001 | Socorro              | LINEAR                     |
| 153939 - | 2001 YW110             | 18 de desembre de 2001 | Palomar              | NEAT                       |
| 153940 - | 2001 YD118             | 18 de desembre de 2001 | Socorro              | LINEAR                     |
| 153941 - | 2001 YM121             | 17 de desembre de 2001 | Socorro              | LINEAR                     |
| 153942 - | 2001 YD122             | 17 de desembre de 2001 | Socorro              | LINEAR                     |
| 153943 - | 2001 YH127             | 17 de desembre de 2001 | Socorro              | LINEAR                     |
| 153944 - | 2001 YN127             | 17 de desembre de 2001 | Socorro              | LINEAR                     |
| 153945 - | 2001 YP127             | 17 de desembre de 2001 | Socorro              | LINEAR                     |
| 153946 - | 2001 YS129             | 17 de desembre de 2001 | Socorro              | LINEAR                     |
| 153947 - | 2001 YG131             | 18 de desembre de 2001 | Socorro              | LINEAR                     |
| 153948 - | 2001 YX134             | 19 de desembre de 2001 | Socorro              | LINEAR                     |
| 153949 - | 2001 YY148             | 18 de desembre de 2001 | Socorro              | LINEAR                     |
| 153950 - | 2001 YL156             | 20 de desembre de 2001 | Palomar              | NEAT                       |
| 153951 - | 2002 AC3               | 7 de gener de 2002     | Socorro              | LINEAR                     |
| 153952 - | 2002 AZ5               | 4 de gener de 2002     | Palomar              | NEAT                       |
| 153953 - | 2002 AD9               | 9 de gener de 2002     | Socorro              | LINEAR                     |
| 153954 - | 2002 AL9               | 11 de gener de 2002    | Desert Eagle         | W. K. Y. Yeung             |
| 153955 - | 2002 AA20              | 5 de gener de 2002     | Haleakala            | NEAT                       |
| 153956 - | 2002 AG27              | 12 de gener de 2002    | Cima Ekar            | Asiago-DLR Asteroid Survey |
| 153957 - | 2002 AB29              | 13 de gener de 2002    | Socorro              | LINEAR                     |
| 153958 - | 2002 AM31              | 14 de gener de 2002    | Socorro              | LINEAR                     |
| 153959 - | 2002 AC34              | 12 de gener de 2002    | Kitt Peak            | Spacewatch                 |
| 153960 - | 2002 AT35              | 8 de gener de 2002     | Socorro              | LINEAR                     |
| 153961 - | 2002 AZ39              | 9 de gener de 2002     | Socorro              | LINEAR                     |
| 153962 - | 2002 AT40              | 9 de gener de 2002     | Socorro              | LINEAR                     |
| 153963 - | 2002 AW41              | 9 de gener de 2002     | Socorro              | LINEAR                     |
| 153964 - | 2002 AP42              | 9 de gener de 2002     | Socorro              | LINEAR                     |
| 153965 - | 2002 AV47              | 9 de gener de 2002     | Socorro              | LINEAR                     |
| 153966 - | 2002 AU49              | 9 de gener de 2002     | Socorro              | LINEAR                     |
| 153967 - | 2002 AC53              | 9 de gener de 2002     | Socorro              | LINEAR                     |
| 153968 - | 2002 AE58              | 9 de gener de 2002     | Socorro              | LINEAR                     |
| 153969 - | 2002 AL59              | 9 de gener de 2002     | Socorro              | LINEAR                     |
| 153970 - | 2002 AJ79              | 8 de gener de 2002     | Socorro              | LINEAR                     |
| 153971 - | 2002 AT80              | 9 de gener de 2002     | Socorro              | LINEAR                     |
| 153972 - | 2002 AD81              | 9 de gener de 2002     | Socorro              | LINEAR                     |
| 153973 - | 2002 AH82              | 9 de gener de 2002     | Socorro              | LINEAR                     |
| 153974 - | 2002 AV87              | 9 de gener de 2002     | Socorro              | LINEAR                     |
| 153975 - | 2002 AV93              | 8 de gener de 2002     | Socorro              | LINEAR                     |
| 153976 - | 2002 AX101             | 8 de gener de 2002     | Socorro              | LINEAR                     |
| 153977 - | 2002 AG106             | 9 de gener de 2002     | Socorro              | LINEAR                     |
| 153978 - | 2002 AE111             | 9 de gener de 2002     | Socorro              | LINEAR                     |
| 153979 - | 2002 AQ111             | 9 de gener de 2002     | Socorro              | LINEAR                     |
| 153980 - | 2002 AG112             | 9 de gener de 2002     | Socorro              | LINEAR                     |
| 153981 - | 2002 AO119             | 9 de gener de 2002     | Socorro              | LINEAR                     |
| 153982 - | 2002 AM120             | 9 de gener de 2002     | Socorro              | LINEAR                     |
| 153983 - | 2002 AC121             | 9 de gener de 2002     | Socorro              | LINEAR                     |
| 153984 - | 2002 AF131             | 12 de gener de 2002    | Palomar              | NEAT                       |
| 153985 - | 2002 AT132             | 8 de gener de 2002     | Socorro              | LINEAR                     |
| 153986 - | 2002 AT139             | 13 de gener de 2002    | Socorro              | LINEAR                     |
| 153987 - | 2002 AS150             | 14 de gener de 2002    | Socorro              | LINEAR                     |
| 153988 - | 2002 AF153             | 14 de gener de 2002    | Socorro              | LINEAR                     |
| 153989 - | 2002 AB157             | 13 de gener de 2002    | Socorro              | LINEAR                     |
| 153990 - | 2002 AH157             | 13 de gener de 2002    | Socorro              | LINEAR                     |
| 153991 - | 2002 AY162             | 13 de gener de 2002    | Socorro              | LINEAR                     |
| 153992 - | 2002 AT164             | 13 de gener de 2002    | Socorro              | LINEAR                     |
| 153993 - | 2002 AT165             | 13 de gener de 2002    | Socorro              | LINEAR                     |
| 153994 - | 2002 AM169             | 14 de gener de 2002    | Socorro              | LINEAR                     |
| 153995 - | 2002 AK173             | 14 de gener de 2002    | Socorro              | LINEAR                     |
| 153996 - | 2002 AZ174             | 14 de gener de 2002    | Socorro              | LINEAR                     |
| 153997 - | 2002 AV176             | 14 de gener de 2002    | Socorro              | LINEAR                     |
| 153998 - | 2002 AC181             | 5 de gener de 2002     | Palomar              | NEAT                       |
| 153999 - | 2002 AC183             | 5 de gener de 2002     | Anderson Mesa        | LONEOS                     |
| 154000 - | 2002 AM187             | 8 de gener de 2002     | Socorro              | LINEAR                     |